# Nezapomenutelná
Nezapomenutelná (v anglickém originále The Unforgettable) je dvacátá druhá epizoda čtvrté sezóny seriálu Star Trek: Vesmírná loď Voyager.

## Příběh
Loď Voyager je zasažena částicovým výbojem. Posádka zjistí, že po sobě střílí dvě maskované lodě. Jedna z nich je zničena a žena pilotující druhou vysílá Voyageru žádost o pomoc. K překvapení všech přitom osloví Chakotaye jménem, jako kdyby jej znala.
Z neznámého důvodu ji nelze transportovat, proto je na poškozenou loď poslán výsadek, aby ženu přepravil do ošetřovny. Ta je ale neviditelná pro lékařské přístroje, takže je Doktor odkázán na vizuální diagnózu.
Když se pacientka probere, požádá kapitána Janewayovou o azyl a vypráví svůj příběh. Jmenuje se Kellin a je z uzavřené rasy Ramuranů, kteří se vyhýbají kontaktu s jinými druhy a netolerují, aby někdo jejich planetu opustil; takové občany je třeba přivést zpět a vymazat jim vzpomínky na vnější svět. Jeden uprchlík se skryl na Voyageru a Kellin jej měla přivést zpět. Při pobytu na Voyageru ji selhalo maskovací zařízení a během kontaktu se posádkou se zamilovala do Chakotaye a on do ní. Po zatčení uprchlíka smazala počítačovým virem z paměti Voyageru informace o svém pobytu. Navíc tělo Ramuranů má zvláštní schopnosti: blokuje skanovací senzory (proto ji nemohli transportovat) a pomocí feromonu potlačuje dlouhodobou paměť, takže na setkání s nimi každý zapomene. Proto si Chakotay ani ostatní nepamatují na setkání s ní. Nyní se však vrátila, protože Chakotaye miluje.
Tento příběh je pro důstojníky Voyageru neuvěřitelný, ale záznamy v její lodi jej potvrzují. Pro Chakotaye je nepříjemné a matoucí, když se k němu Kellin chová, jako kdyby byli do sebe dříve zamilovaní, ale postupně začne její lásku opětovat. Na Voyager zaútočí dvě Ramuranské lodě a požadují vydání Kellin, ta ale poradí Voyageru, jak jejich útok odrazit.
Jeden Ramuran se však dostane na Voyager a než je zatčen, zasáhne Kellin neurolytickým emitorem. Kellin ví, že díky tomu za několik hodin ztratí všechny vzpomínky na život mimo planetu Ramuranů. Prosí proto Chakotaye, aby jí všechny události i jejich lásku znovu připomněl, tak jako ona vše připomněla jemu.
Druhý den jej však nepoznává a nevěří historce, že do sebe byli zamilováni. Chakotay navrhne, aby na Voyageru několik dní zůstala, ale Kellin to odmítne, protože by ji to mohlo odvést od zodpovědné poslušnosti Ramuranských zákonů. Voyager proto nemá jinou možnost, než je propustit.
Chakotay ví, že vzpomínky na ni brzy ztratí, a proto ten příběh napíše na papír – jediné médium, který Ramuranský virus nedokáže vymazat.